# Onura eburneola
Onura eburneola är en insektsart som beskrevs av Paul W. Oman 1938. Onura eburneola ingår i släktet Onura och familjen dvärgstritar. Inga underarter finns listade i Catalogue of Life.